# Runcinia kinbergi
Runcinia kinbergi är en spindelart som beskrevs av Tord Tamerlan Teodor Thorell 1891. Runcinia kinbergi ingår i släktet Runcinia och familjen krabbspindlar. Inga underarter finns listade i Catalogue of Life.